# Fischbach (Nahe)
Der Fischbach ist ein 21,3 km langer, linker Nebenfluss der Nahe im südlichen Hunsrück in Rheinland-Pfalz (Deutschland). Im Oberlauf wird der Fluss abschnittsweise auch Hammerbach und Asbach genannt. Der letztgenannte Name wird von der Wasserwirtschaftsverwaltung Rheinland-Pfalz als Bezeichnung für den Fluss verwendet.

## Geografie

### Verlauf
Der Fischbach entspringt an der Südostflanke des zentralen Idarwalds, etwa 2,4 km westlich von Schauren am Steingerüttelkopf auf einer Höhe von 632 m ü. NHN. Im Oberlauf münden einige kleinere Bäche, die ebenfalls von der Südostflanke des Idarwalds abfließen. Nennenswert ist hier der 1,6 km lange Springbach. Unterhalb der Mündung beginnt die Nutzung der Wasserkraft durch Mühlen. Im weiteren Verlauf fließt der Fischbach vorwiegend nach Südosten.
Zuerst erreicht der Bach den Wohnplatz Hammerbirkenfeld, der am linken Ufer liegt. Ab Hammerbirkenfeld wird der Bach Hammerbach genannt. Etwas unterhalb mündet der Mombach. Auf der folgenden Flussstrecke münden mehrere kleinere Bachläufe, aus dem Mörschieder Wald von Süden kommende Bäche. Unter ihnen der Kempfelder Bach und der Schwarzborner Graben. Anschließend erreicht der Bach die Harfenmühle und die zu Asbach gehörende Asbacherhütte. Ab hier wird der Fluss Asbach genannt. Unterhalb der Weidener Mühle mündet der von Norden kommende Ebesbach. Ab dieser Einmündung wird der Fluss nun wieder Fischbach genannt.
Wenige Kilometer weiter flussabwärts erreicht das Flüsschen Herrstein und anschließend Niederwörresbach. Hier mündet rechtsseitig der aus Nordwesten kommende Wörresbach. Im folgenden Gewässerabschnitt münden ebenfalls rechtsseitig der aus Südwesten kommende Wahlenbach, Tiefenbachsgraben und Seitzenbach, bevor der Fischbach den gleichnamigen Ort Fischbach erreicht. Hier mündet linksseitig der Hosenbach, der mit 13,5 km Länge der wichtigste Nebenfluss des Fischbachs ist. Aus Südwesten fließt dem Fischbach dann noch der Atelbach zu, bevor er auf 212 m ü. NHN in die Nahe mündet.
Auf seinem 21,3 km langen Weg überwindet der Fischbach einen Höhenunterschied von 420 m, was einem mittleren Sohlgefälle von 19,7 ‰ entspricht. Dabei entwässert er ein Einzugsgebiet von 97,648 km².

### Nebenflüsse
Im folgenden werden die Nebenflüsse des Fischbachs genannt, beginnend von der Quelle. Zusätzlich wird die Länge des Nebenflusses, die Lage und die Größe des Einzugsgebiets genannt.
- Springbach – 1,6 km langer linker Nebenfluss (Einzugsgebiet: 2.615 km²)
- Mombach – 2,1 km langer linker Nebenfluss (Einzugsgebiet: 2,703 km²)
- Kempfelder Bach – 1,7 langer rechter Nebenfluss (Einzugsgebiet: 2,233 km²)
- Schwarzborner Graben – 2,2 km langer rechter Nebenfluss (Einzugsgebiet: 1,172 km²)
- Ebesbach – 5,2 km langer linker Nebenfluss (Einzugsgebiet: 15,118 km²)
- Wörresbach – 5,3 km langer rechter Nebenfluss (Einzugsgebiet: 8,328 km²)
- Wahlenbach – 1,8 km langer rechter Nebenfluss (Einzugsgebiet: 2,848 km²)
- Tiefenbachsgraben – 2,6 km langer rechter Nebenfluss (Einzugsgebiet: 2,814 km²)
- Seitzenbach – 2,0 km langer rechter Nebenfluss (Einzugsgebiet: 1,288 km²)
- Hosenbach – 13,5 km langer linker Nebenfluss (Einzugsgebiet: 27,701 km²)
- Atelbach – 1,6 km langer rechter Nebenfluss (Einzugsgebiet: 0,666 km²)

### Ortschaften am Fluss
- Hammerbirkenfeld, Harfenmühle, Asbacherhütte, Herrstein, Niederwörresbach, Fischbach;

## Umwelt

### Fauna
Graureiher und Stockenten sind die häufigsten Wasservögel im Bachtal, daneben haben die Wasseramsel und der Eisvogel ihren Lebensraum an dem schnell fließenden Gewässer.

### Flora
Der Fischbach fließt anfangs durch den Idarwald, später durch extensiv genutzte Talwiesen. Am Ufer stehen vor allem Weiden und Erlen, die heute kaum noch wirtschaftlich genutzt werden.

### Wasserqualität
Der Fischbach ist ein grobmaterialreicher, silikatischer Mittelgebirgsbach. Seine Gewässerstruktur ist auf weiten Strecken als deutlich verändert eingestuft. Längere Abschnitte im Mittel- und Unterlauf sind jedoch stark bis vollständig verändert. Die Wasserqualität ist durchgehend als gering belastet eingestuft.